# Hof te Mallem

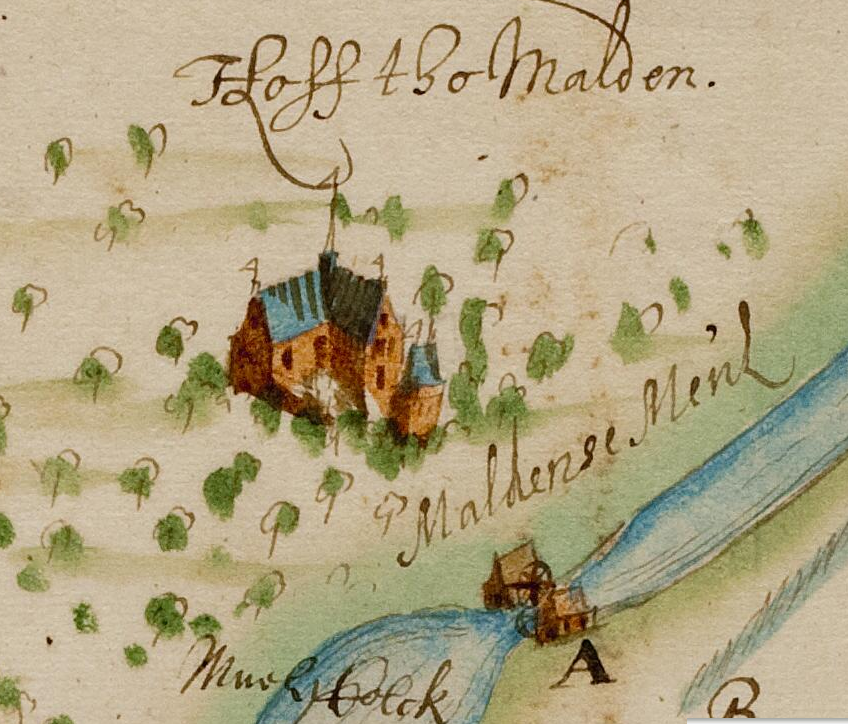
Het Hof te Mallem op een kaart 1642 uit van Nicolaes van Geelkercken

De Hof te Mallem was een adellijk huis en heerlijkheid in de buurtschap Mallem in de gemeente Berkelland.

## Geschiedenis
In een goederenlijst die in aanleg uit 1188 dateert, maar voltooid werd in 1296-1306, wordt de "curtis Mallande" (curtis = hof) genoemd van graaf Hendrik van Dahl, heer van Diepenheim. Met de heerlijkheid Diepenheim ging de Hof te Mallem in 1331 over naar het bisdom Utrecht. In 1424 werd de hof te Mallem, met de Mallumsche Molen en het holtgericht (markgericht) verkocht aan de heer van Borculo, die het op zijn beurt in leen uitgaf.
In 1449 is er sprake van het huis, 'vesteniss' en molen te Mallem. De bewoner-leenman van Mallem maakte deel uit van de Borculose ridderschap. Het huis of havezate te Mallem werd onder meer bewoond door de families Van Schoneveld gen. Grasdorp, Viermünden en Van Keppel. Het is omstreeks 1750 gesloopt. Alleen het omgrachte perceel herinnert er nog aan. Om toch verblijf te kunnen houden in Mallem is door de toenmalige heer tegen het bestaande muldershuis bij de molen een deftig dwarshuis gebouwd. Dit kan nog steeds bewonderd en bezocht worden.
Tegenover de ingang naar de Hof te Mallem ligt het erve Hofman. Dit was waarschijnlijk de bouwman van de oude hof te Mallem. Verder behoorden onder andere een steenoven en het erve Vunderink nog tot de bezittingen van Mallem. De eigenaar van het Huis Mallem had van de heer van Borculo het jachtrecht in de gehele heerlijkheid Borculo. Verder was hij erfmarkenrichter, voorzitter van de markvergaderingen. In die functie had hij een behoorlijke vinger in de pap.
Eind negentiende eeuw kwam Mallem onder de hamer en werden de bezittingen verdeeld. Het terrein van de Hof te Mallem, met het jachtrecht in de heerlijkheid Borculo en het voeren van de titel "Heer van Mallem" kwam in handen van de Enschede textielfamilie Van Heek.

## Eigenaren/bewoners van de Hof te Mallem
- 1394 - Henrich van Wexten.
- Vermoedelijk na 1398 - Sweder Kempinch
- Voor 1430 - Evert van Baek.
- 1430 - Mattheus van Schonevelde en van Grasdorp, gehuwd met Margaretha de Sombreffe (alias van Solmisse).
- 1458 - Mattheus van Schonevelde gen. Grasdorp
- 1496 - Mattheus van Schonevelde gen. Grasdorp gehuwd met NN. van Hackfort, dochter van Gerrit van Hackfort tot Vorden en Mechteld Tengnagel.
- 1519 - Philipp van Viermünden tot Nordenbeck en Bladenhorst, gehuwd met Margaretha van Schonevelde gen. Grasdorp, dochter van Mattheus van Schonevelde en NN van Hackfort.
- 1536 - Ambrosius van Viermünden beleend met Oeding en Mallem, zoon van Philipp van Viermünden en Margaretha van Schonevelde gen. Grasdorp.
- 1580 - Dirk van Viermünden, zoon van Ambrosius van Viermünden.
- Ca. 1610 - Catharina von Viermünden, dochter van Ambrosius von Viermünden, gehuwd met Ludolf Coenraad van Keppel.
- 1649 – Jonkheer van Keppel tot Oeding.
- 1676 – Jonkheer Arnoudt Ludolph van Keppel tot Mallem, heer van Oeding.
- 18e en 19e eeuw familie Van Mulert